# Viktor Tsygankov
Viktor Vitaliiovytch Tsygankov (en ukrainien : Віктор Віталійович Циганков), né le 15 novembre 1997 à Nahariya (Israël), est un footballeur international ukrainien, qui évolue au poste d'attaquant au sein du club de Girona FC.

## Biographie

### Premières années
Il est né le 15 novembre 1997 à Nahariya en Israël dans la famille du gardien de but Vitalii Tsyhankov, qui a joué dans le championnat de ce pays à l'époque. Après la fin de la carrière de son père, la famille Tsyhankov est retournée dans sa Vinnytsia natale, où Viktor a commencé à jouer au football à l'école locale de sport pour enfants et adolescents. Il est entré dans le groupe de Mykola Zahoruiko, qui à son époque a été remplacé par son père au poste de gardien dans le club «Nivy». Selon le père du joueur, grâce à Zahoruiko et à son deuxième entraîneur Oleksandr Dusaniuk, son fils a reçu une "carte blanche pour la créativité", c'est-à-dire que les entraîneurs ne l'ont pas tenu en ligne, mais ont essayé de développer ses points forts. Victor est naturellement gaucher. Zahoruiko le faisait constamment travailler avec la droite, et avec le temps, Tsyhankov a appris à travailler avec la droite aussi bien qu'avec la gauche. 
En novembre 2010, Ivan Terletskyi a invité Tsyhankov à l'Académie de Dynamo Kiev, tandis que le Chakhtar Donetsk était intéressé par ce joueur, mais Victor a décidé de se rendre à la capitale. Dans l'Académie du Dynamo, Tsyhankov a joué sous la direction de Pavel Kikotya, Andrey Biba, Yuri Eskin et Alexey Drotsenko. Après avoir rejoint les rangs des Bilo-Syni, Victor a été déplacé de la position "sous les attaquants" vers le flanc droit de l'attaque. Au cours de la saison 2012/13, le doublé de Tsyhankov dans la lutte pour la troisième place a valu aux joueurs du Dynamo une médaille de bronze au championnat DUFL des jeunes de 17 ans. En 2013, lors de la Spartak Cup U-17 à Moscou, les joueurs du Dynamo ont affronté leurs pairs de FC Barcelone, Tottenham Hotspur, Celtic Glasgow, Benfica Lisbonne et Spartak Moscou. Malgré l'échec des citoyens de Kiev et la dernière place, le prix du meilleur milieu de terrain du tournoi est allé à Tsyhankov. Lorsque Viktor a commencé à se démarquer de ses pairs, sur la recommandation d'Oleksandr Ishchenko, le directeur de l'Académie, il a été décidé de le transférer dans un groupe d'un an de plus. Tsyhankov a eu l'occasion de tendre la main aux plus forts, de progresser. C'est ainsi que Tsyhankov a joué avec les gosses nés en 1996, bien qu'il soit né en 1997. Après avoir terminé sa formation à la Dynamo Academy, Tsyhankov s'est de nouveau retrouvé devant ses coéquipiers, n'étant pas inscrit dans l'équipe des moins de 19 ans, mais immédiatement dans la formation de jeunes de Valentin Belkevich " blanc et bleu ".    
À l'été 2014, Tsyhankov, âgé de 16 ans, a participé à son premier stage d'entraînement avec l'équipe principale en Autriche. C'est là qu'il a fait ses débuts dans l'équipe principale du club, après avoir passé la deuxième moitié du match contre le SC "Schwac" autrichien, et dans le match de contrôle suivant contre "Skenderbeu", il a marqué un but. La même année, le portail Internet du football footclub.com.ua a inclus Tsyhankov dans le top 10 des footballeurs ukrainiens de moins de 20 ans. Nikita Shmelyov, un chroniqueur pour ce portail, a noté que "il y a quelque chose dans le style de Tsyhankov de Sergey Rebrov des années 1990".    
Au cours de la saison 2015/16, Tsyhankov, en tant que membre de l'équipe U-19, a joué dans la première UEFA Youth League des joueurs du Dynamo. Il a aidé à gagner le premier match du principal rival contre le FC Porto, et a également marqué un but à domicile lors de la dernière rencontre contre le Maccabi Tel-Aviv, qui a permis aux Kievois de remporter la victoire et de participer aux playoffs.

### Carrière en club
Il joue son premier match en Premier-Liga le 14 août 2016 face au Stal Kamianske (victoire 2-1 au Stade Meteor).
Transféré à l'été 2023 au Girona FC, Tsyhankov contribue largement à la très belle première partie de saison  de Liga 2023-2024 du club, qui vire en  tête à mi-championnat avec le Real Madrid, où il anime l'attaque de son club en particulier avec son compatriote Artem Dovbyk.

### Carrière en sélection
Il joue son premier match avec l'équipe d'Ukraine le 12 novembre 2016 face à la Finlande, dans le cadre des éliminatoires de la Coupe du monde 2018 (victoire 1-0 au Stade Tchornomorets à Odessa).
En juin 2021, il fait partie de la liste des 26 joueurs convoqués par Andriy Chevtchenko pour disputer l'Euro 2020.
En mai 2024, il fait partie de la liste des 26 joueurs convoqués par Serhiy Rebrov en vue de l'Euro 2024.

## Statistiques
| Saison                | Club                  | Championnat           | Championnat | Championnat | Coupe(s) nationale(s) | Coupe(s) nationale(s) | Compétition(s) continentale(s) | Compétition(s) continentale(s) | Compétition(s) continentale(s) | Total | Total |
| Saison                | Club                  | Division              | M.          | B.          | M.                    | B.                    | Comp.                          | M.                             | B.                             | M.    | B.    |
| 2016-2017             | Dynamo Kiev           | D1                    | 20          | 3           | 3                     | 1                     | C1                             | 6                              | 1                              | 29    | 5     |
| 2017-2018             | Dynamo Kiev           | D1                    | 27          | 13          | 3                     | 1                     | C1+C3                          | 1+9                            | 0+3                            | 40    | 17    |
| 2018-2019             | Dynamo Kiev           | D1                    | 31          | 18          | 2                     | 0                     | C1+C3                          | 4+9                            | 0+2                            | 46    | 20    |
| 2019-2020             | Dynamo Kiev           | D1                    | 27          | 14          | 4                     | 1                     | C1+C3                          | 2+6                            | 0+2                            | 39    | 17    |
| 2020-2021             | Dynamo Kiev           | D1                    | 20          | 12          | 3                     | 1                     | C1+C3                          | 7+4                            | 2+0                            | 34    | 15    |
| 2021-2022             | Dynamo Kiev           | D1                    | 18          | 11          | 1                     | 0                     | C1                             | 6                              | 0                              | 25    | 11    |
| 2022-2023             | Dynamo Kiev           | D1                    | 13          | 6           | -                     | -                     | C1+C3                          | 4+6                            | 1+2                            | 23    | 9     |
| Sous-total            | Sous-total            | Sous-total            | 156         | 77          | 16                    | 4                     | -                              | 64                             | 13                             | 236   | 94    |
| 2022-2023             | Girona FC             | LaLiga                | 19          | 3           | -                     | -                     | -                              | -                              | -                              | 19    | 3     |
| 2023-2024             | Girona FC             | LaLiga                | 30          | 8           | 4                     | 0                     | -                              | -                              | -                              | 34    | 8     |
| 2024-2025             | Girona FC             | LaLiga                | 28          | 2           | 0                     | 0                     | C1                             | 5                              | 0                              | 33    | 2     |
| Sous-total            | Sous-total            | Sous-total            | 77          | 13          | 4                     | 0                     | -                              | 5                              | 0                              | 86    | 13    |
| Total sur la carrière | Total sur la carrière | Total sur la carrière | 233         | 90          | 20                    | 4                     | -                              | 69                             | 13                             | 322   | 107   |

## Palmarès
Dynamo Kiev
•   Vainqueur de la coupe Catalogne 2025 
- Champion d'Ukraine en 2021.
- Vainqueur de la Coupe d'Ukraine en 2020 et 2021.
- Vainqueur de la Supercoupe d'Ukraine en 2018, 2019 et 2020.